# Kawasaki Ninja 125
La Kawasaki Ninja 125 è una motocicletta della casa motociclistica giapponese Kawasaki dal 2019.

## Descrizione
Presentata all'Intermot di Colonia nel 2018, questa motocicletta è considerata come la "entry level" della gamma Kawasaki Ninja, perché sono presenti la maggior parte caratteristiche delle altre moto ma con dimensioni e cilindrata contenute.
La carenatura della moto ha un andamento meno spigoloso rispetto alle altre Ninja, lo scarico è laterale, codone filante, telaio parzialmente a vista e di colore verde, cupolino ridotto e faro anteriore singolo.